# Coccophagus cowperi
Coccophagus cowperi är en stekelart som beskrevs av Girault 1917. Coccophagus cowperi ingår i släktet Coccophagus och familjen växtlussteklar.
Artens utbredningsområde är:
- Grekland.
- Italien.
- Marocko.
- Papua Nya Guinea.
- Israel.
- Uganda.
- Venezuela.

Inga underarter finns listade i Catalogue of Life.